# Håmojåkk
Håmojåkk (före 1939: Risbäck), by och tågmötesstation i Gällivare kommun i Lappland.
Håmojokk ligger i Gällivare församlings norra skogsbygd, längs malmbanan cirka 33 km nordväst om Gällivare på en nordlig bergssluttning ner mot den lilla Råtjijåkka, som flyter norr om platsen och mynnar i den större Håmojåkka i öster.
Väster om järnvägen, cirka 1 km från Håmojokk går en enskild väg, som förbinder området med Gällivare i sydost och med Harrå i norr.
Håmojåkks station hette före 1939 Risbäcks station.